# Roland Timsit
Pour les articles homonymes, voir Timsit.
Roland Timsit, né le 28 mai 1958, est un comédien, directeur artistique et metteur en scène français.

## Carrière de comédien

### Théâtre
Formé au conservatoire de Montpellier et au Conservatoire national supérieur d'art dramatique de Paris, Roland Timsit travaille avec de nombreux metteurs en scène comme André Engel ou Jean Négroni.
Avec son personnage de clown « Chapo », il crée le spectacle Chapo dans le métro, joué en France et à l’étranger.
En 2013, il met en scène La Carte du temps de Naomi Wallace au Théâtre des Halles pour le festival Avignon Off,(coup de coeur du Masque et la Plume) puis au Théâtre 13 à Paris en 2015 .
En juillet 2017, il interprète seul en scène Le Courage de ma mère, de George Tabori, mis en scène par David Ajchenbaum, au Théâtre des Halles pendant l'Avignon Off. Le spectacle est repris au Théâtre La Reine Blanche en mars-avril 2022. 
En juillet 2021 il a joué dans Boxing Shadows de Timothy Daily, mise en scène de Isabelle Starkier, au théâtre des Carmes à Avignon.
Roland Timsit a mis en scène avec David Ajchenbaum en mars 24 Tous contre tous de Arthur Adamov au théâtre de l'Opprimé avec une troupe de 15 acteurs et actrices amateurs  et professionnels.
Il a participé à la création du spectacle Place, de Tamara Al Saadi (prix du festival Impatiences), et qui s'est joué notamment au Centquatre à Paris et au « in » du festival d'Avignon.

### Doublage et voix off
Roland Timsit est également directeur artistique dans le doublage pour des séries comme Mr. Robot, Sherlock ou encore Jekill de la BBC, de nombreuses séries, films pour Arte, Canal+ et France Télévision. Il a créé la voix française de Jar Jar Binks dans Star Wars et prêté sa voix à la série Les Simpson.
Il assure l'enregistrement de narrations et voix off sur des documentaires comme Le Ventre des femmes de Mathilde Damoisel, Un homme libre, Andreï Sakharov de Iossif Pasternak, Carnets du sous-sol de Sylvie Blum ou la série Afrique(s) d'Alain Ferrari.

## Théâtre
- Mars 2024 mise en scène de " Tous contre tous " de Adamov au théâtre de l'Opprimé
- Mars avril 2022 Théâtre de la Reine " Le courage de ma mère " de Georges Tabori , seul en scène et mis en scène par David Ajchenbaum.
- Juillet 2021 et tournée " Boxing Shadows" de Timothy Daily rôle de Raymond , mes de Isabelle Starkier
- 2019 : Place de et mis en scène par Tamara Al Saadi. Festival d’Avignon et au Centquatre-Paris[9]. Prix du jury Festival Impatience 2018. Tournée saison 2019/2020 ,2020/2021, 2022/ 2023, 2024/ 2025
- 2017 : 
  - Le courage de ma mère de George Tabori, mise en scène de David Ajchenbaum[11]. Théâtre des Halles Avignon, juillet 2017.
  - L’inégalable beauté de la vérité, de et mis en scène par Jean Damien Barbin.
  - Un miracle ordinaire de Evgueni Schwartz, Scène nationale de l'Essonne Agora-Desnos.
- 2009 : Révolutions vocales, fausse conférence musicale pour un vrai spectacle, mars 2009, saison 2010/2011. Roland Timsit : jeu et metteur en scène.
- 2008 :
  - Anthologie de l'humour noir, d'après André Breton, mise en scène de Marc Goldberg. Vingtième Théâtre, Paris - mars/avril 2008
  - Clownissimo, mise en scène de Philippe Quillet, décembre 2008. Vingtième Théâtre, Paris
  - Kaddish, de Grigori Gorine, dans le rôle de Motel, le tailleur[12].
  - Motel, mise en scène de Julia Zimina. Théâtre de l'Ouest parisien, novembre 2007, reprise en novembre et décembre 2008, Théâtre de Suresnes et tournée.
- 2005 : 
  - Britannicus, de Racine, mise en scène de Bernard Pisani, tournée mars/avril 2005
  - Quand j’étais singe, d’après Franz Kafka, mise en scène de Céline Agniel, Vingtième Théâtre, Paris, janvier/fin février 2005
- 2000 : La Parabole de la flûte, de Roland Ménard, mise en scène de Mihail Vassilé, Roumanie, mai-juin 2000
- 1997 : Le Contrat, de Sławomir Mrożek, mise en scène de Jean Négroni, Théâtre de Corbeil-Essonnes, octobre 1997
- 1993 : Oncle Vania, de Anton Tchekhov, mise en scène de J.C Dupin - 1993
- 1990 : Les Fausses Confidences, de Marivaux, mise en scène de Daniel Dubois, 1990
- 1987 : Les Trois Sœurs, de Anton Tchekhov, mise en scène de A. Buttard, Théâtre de l'Est Parisien
- 1986 : 
  - Venise sauvée, d'après Hugo von Hofmannsthal, mise en scène de André Engel, Festival d'Avignon, T.N.P. De Villeurbanne, M.C. Bobigny - 1986
  - Gaston H, de Any Diguet, mise en scène de Michèle Oppenot, au Guichet Montparnasse, 1986[13].
- 1985 : Fragments, de Murray Schisgal, mise en scène de Fernando Terran, 1985
- 1984 : Le Pain nu, de Mohamed Choukri, mise en scène de Any Diguet, Lucernaire, production Théâtre du Gué, 1984 et 1985 Théâtre Quotidien de Montpellier, direction de Michel Touraille
- 1974-1978 : 
  - Mais n'te promène donc pas toute nue ! de Georges Feydeau
  - Actes de Sartre de Christian Liger
  - Electre de Sophocle, traduit par Antoine Vitez
  - Spectacles poétiques autour des œuvres de Paul Eluard, Arthur Rimbaud et Joey Bousquet
- 1979 : Mystère Buffo, d'après Dario Fo, spectacle réalisé avec P. Leoray, 1979

## Filmographie
- 1981 : La Flambeuse de Rachel Weinberg en tant que producteur et dans le rôle de Jean-Luc
- 2006 : Dominique, film de Dheng Zing, juin 2006
- 2007 : Contre-enquête de Franck Mancuso, dans le rôle de Metlouti

## Doublage

### Cinéma

#### Films
- Billy Crystal dans :
  - Drôles de pères (1997) : Jack Lawrence
  - Mafia Blues (1999) : Ben Sobel
  - Mafia Blues 2 (2002) : Ben Sobel
- Ahmed Best dans :
  - Star Wars, épisode I : La Menace fantôme (1999) : Jar Jar Binks
  - Star Wars, épisode II : L'Attaque des clones (2002) : Jar Jar Binks
  - Star Wars, épisode III : La Revanche des Sith (2005) : Jar Jar Binks
- Michael Winslow dans :
  - Police Academy 6 (1989) : le sergent Larvell Jones
  - Police Academy : Mission à Moscou (1994) : le sergent Larvell Jones
- José Zúñiga dans :
  - La Rançon (1996) : David Torres
  - Twilight, chapitre I : Fascination (2008) : M. Molina
- 1988 : Appelez-moi Johnny 5 : Saunders (Dee McCafferty)
- 1988 : La Dernière Cible : Harlan Rook (David Hunt (en))
- 1988 : Tequila Sunrise : Andy Leonard (Arye Gross)
- 1989 : Abyss : le lieutenant du vaisseau Hiram Coffey (Michael Biehn)
- 1989 : Chérie, j'ai rétréci les gosses : Russell « Russ » Thompson, Sr. (Matt Frewer)
- 1990 : Gremlins 2 : La Nouvelle Génération : Forster (Robert Picardo)
- 1990 : Les Affranchis : l'agent du FBI chez Henry (Edward McDonald)
- 1990 : L'Histoire sans fin 2 : Un nouveau chapitre : Tri Face (Christopher Burton)
- 1994 : La Famille Pierrafeu : lui-même (Jay Leno)
- 1994 : Tueurs nés : Owen (Arliss Howard)
- 1998 : Primary Colors : Brad Lieberman (Ned Eisenberg)
- 2000 : Quills, la plume et le sang : Pitou (Danny Babington)
- 2001 : La Tentation de Jessica : Josh Myers (Scott Cohen)
- 2004 : Une journée à New York : Hudson McGill (Darrell Hammond)
- 2005 : Dérapage : Jerry, l'avocat (Denis O'Hare)
- 2005 : La Main au collier : Charlie (Ben Shenkman)
- 2006 : The Sentinel : Aziz Hassad (Raoul Bhaneja (en))
- 2016 : Beauté cachée : le président du conseil d'administration (Michael Cumpsty)
- 2018 : Gentlemen cambrioleurs : l'inspecteur Johnson (Matt Bardock (en))
- 2019 : Godzilla 2 : Roi des monstres : Dr Houston Brooks (Joe Morton)
- 2021 : Lulli : Dr César (Guilherme Fontes)
- 2021 : Les Lois de la frontière : le père d'Ignacio (Santiago Molero)

#### Films d'animation
- 1992 : Les Vacances des Tiny Toons : P'tit Minet
- 1994 : Poucelina : Gringo
- 1998 : La Légende de Brisby : le narrateur
- 2006 : Astérix et les Vikings : Abribus
- 2006 : Barbie : Mermaidia : Max
- 2006 : The Wild : Larry l'anaconda
- 2007 : Barbie : Magie de l'arc-en-ciel : Max
- 2008 : Star Wars: The Clone Wars : Jar Jar Binks

### Télévision

#### Téléfilms
- Steve Coulter (en) dans :
  - Quand Harry rencontre Meghan : romance royale (2018) : le prince Charles
  - Harry & Meghan : Désillusion au palais (2021) : le prince Charles
- 2005 : Rencontre au sommet : George (Anton Lesser)
- 2016 : Harcelée par ma mère : l'inspecteur Kelly (Leith M. Burke)
- 2020 : Trop jeune pour l'épouser : George (Raoul Bhaneja (en))
- 2021 : Une nuit glaçante pour ma fille : Kent (Trae Ireland)

#### Séries télévisées
- Tom Verica dans :
  - Les 4400 (2005) : Dr Max Hudson
  - New York, unité spéciale (2006) : Jake Hunter (saison 7, épisode 13)
  - Dr House (2006) : Martin (saison 2, épisode 13)
- Ron Yuan (en) dans :
  - Les Experts : Manhattan (2004-2005) : Dr Evan Zao
  - Un flic d'exception (2013) : le lieutenant Peter Kang
- 2003-2004 : JAG : Sadik Fahd (Bernard White) (4 épisodes)
- 2004 : Mon oncle Charlie : Stan (Richard Lewis) (saison 1, épisode 14)
- 2009-2010 : Forgotten : Walter Bailey (Bob Stephenson)
- 2017 : Fargo : Sy Feltz (Michael Stuhlbarg) (saison 3)
- 2019 : DC Titans : Walter Hawn (Raoul Bhaneja (en)) (saison 2)
- 2019 : Dolly Parton's Heartstrings : Aaron (Dallas Roberts) (épisode 1)
- 2019-2022 : Fear the Walking Dead : le rabbin Jacob Kessner (Peter Jacobson) (11 épisodes)
- 2020 : Filthy Rich : Don Bouchard (Kenny Alfonso)
- 2022 : S.W.A.T. : l'agent Gunther (Leith M. Burke) (saison 5, épisode 10)
- 2022 : King of Stonks (de) : Rudolf (Reinhold G. Moritz (de)) (mini-série)
- 2023 : Los Farad (es) : ? (?)
- 2025 : Medusa : ? (?)

#### Séries d'animation
- 1989-1996 : Les Simpson : Moe Szyslak, Lenny Leonard, Willie, Nick Riviera, le professeur Frink, Arnie Pye, Scratchy, Louie (saisons 1 à 4 puis saison 8, épisode 3)
- 2001-2006 : La Ligue des justiciers : Green Arrow (voix principale), le professeur Hamilton (voix principale), Dr Destinée, Hro Talak, King Faraday, Amazo (2e voix), le général Eiling (1re voix), Vigilante (1re voix), Deadshot (1re voix)
- 2008-2014 : Star Wars: The Clone Wars : Jar Jar Binks
- 2024 : Creature Commandos : G.I. Robot (en)[n 1]

### Jeux vidéo
- 2006 : Gothic 3 : ?
- 2013 : Disney Infinity : Jar Jar Binks
- 2018 : Assassin's Creed Odyssey : voix additionnelles
- 2020 : Assassin's Creed Valhalla : ?
- 2022 : Lego Star Wars : La Saga Skywalker : Jar Jar Binks

### Direction artistique

#### Films
- 1939 : Femme ou Démon (2e doublage)
- 1985 : D.A.R.Y.L.
- 1988 : Moonwalker (2e doublage)
- 1998 : Horton, drôle de sorcier
- 1999 : Mister G.
- 1999 : Broadway, 39e rue
- 1999 : Le Phare de l'angoisse
- 2000 : Une vie de rêve
- 2000 : Qui a tué Alice ?
- 2001 : Une virée en enfer
- 2001 : L'Amour extra-large
- 2001 : Jeux dangereux
- 2002 : La Tentation de Jessica
- 2002 : Infidèle
- 2004 : Le Singe funky
- 2004 : Présentateur vedette : La Légende de Ron Burgundy
- 2008 : Sous les bombes

#### Films d'animation
- 1998 : Fourmiz

#### Téléfilms
- 2013 : Voleuse d'enfant[14]
- 2019 : Noël sous le gui[14]
- 2021 : Un homme toxique dans ma vie[14]

#### Séries télévisées
- Aliens in America
- Britannia
- Les Carnets de Max Liebermann
- Crusoe
- Deux privés à Vegas
- The Evidence : Les Preuves du crime
- Face Caméra
- Fortitude
- Un gars du Queens (co-direction avec Perrette Pradier)
- Genesis : L'Origine du crime
- Grand Hôtel
- Inspecteur George Gently
- The Investigation
- Jekyll
- Kiri
- Les Médicis : Maîtres de Florence
- Mr. Robot
- Phénomène Raven (saisons 1 à 3)
- Pretty Hard Cases
- Quand revient le calme
- Rookie Blue (saisons 1 à 3)
- Sherlock
- The Secret Show
- Sheena, Reine de la Jungle
- Southcliffe
- Unforgotten
- Victoria
- The Watch

#### Séries d'animation
- Hercule
- Les Oblong
- Les Tiny Toons